# بني بوفراح
بني بوفراح قرية مغربية شمال المملكة، تنتمي إلى إقليم الحسيمة الساحلي، شمالي فاس،تحدها من الشمال جماعة بني جميل مسطاسة، وجنوبا جماعة اسنادة، وشرقا البحر الأبيض المتوسط، وغربا مدينة ترجيست.
تضم بلدة بني بوفراح 10.298 نسمة (إحصاء 2004).

## المواقع الأثرية

### قلاع الطريس
تعتبر قلاع الطريس (los torres) موقعا استراتيجيا هاما مشرفا على ساحل منطقة بني بوفراح ٬ حيث بنيت من طرف السكان في العهد الصالحي (ه95 - 352ه) كقلعة وميناء يشرف على ساحل بني بوفراح وكمركز تجاري هام يربط بين باديس وتيگساس و قد بني هذا المجمع السكني المتكون من قلعة وميناء و مجموعة من الدور والأسواق على الضفة اليسرى لمصب نهر بني بوفراح في منطقة تلية مشرفة على البحر الأبيض المتوسط بارتفاع يقدر ب 91 متر عن سطح البحر
و مع التوسع العمراني المصاحب للنشاط التجاري الذي تعرفه المنطقة ٬ اضطر السكان لاتخاذ المساكن على يمين ضفة نهر بني بوفراح كما قام الأهالي ببناء قلعة ثانية لتكون مركزا للعدوة الجديدة كما قام الأهالي بتوسعة الميناء إلى الضفة اليمنى للنهر حيث صارت السفن التجارية الأندلسية والبندقية ترابط على هذا المرفأ بهدف التجارة
بعد احتلال الأندلس وإصدار قرار الطرد ٬ استقبلت قلعة صنهاجة عشرات السفن المحملة بالمهاجرين الأندلسيين من ميناء مالقة سنة 1603 ٬ و كان لهؤلاء الأندلسيين دور هام في توسعة المنطقة الحضرية لقلعة صنهاجة ٬ كما أن الأهالي استفادوا من الخبرات الأندلسية في صناعة الأسلحة النارية بحيث أصبحت قلعة صنهاجة موقعا صناعيا هاما ٬ كما ظهرت تسمية الطريس مع هؤلاء الأندلسيين
صاحبت الهجرات الأندلسية إلى المنطقة عدة تحولات في المهام التي تلعبها المدينة حيث تحولت من مرفأ تجاري إلى مرفإ عسكري ٬ حيث أصبحت قلاع الطريس موقعا لرباط القراصنة المسلمين الذين يقومون بمهاجمة سواحل مدينة مالقة والتعرض للسفن التجارية الإسبانية ٬ ثم تحولت إلى مهاجمة السفن الحربية القادمة والذاهبة إلى مدينة باديس المحتلة من طرف الإسبان ٬ و قد ساعدت الطبيعة الوعرة للميناء القراصنة المحليين على الاحتماء من السفن الإسبانية كما كانت ملجأ للسفن العثمانية العاملة ببحر البرهان نظرا لمنعة الموقع وعلو القلاع عن سطح البحر
مع اتجاه الأهالي نحو امتهان القرصنة قام الأهالي بتزويد المدينة بخمسة أبراج دائرية شديدة الارتفاع كانت تلعب أدوارا متعددة كمراكز للمراقبة ومنارات لهداية السفن الصديقة ليلا ٬ بنيت هذه الأبراج بشكل دائري شديد الارتفاع بنيت أربعة أبراج منها تجاه البحر وبني الخامس باتجاه النهر ٬ و قد كان القراصنة الإسبان يظنون أن المدينة لها أربعة أبراج فقط لأنها الأبراج التي تبدو من وسط البحر ٬ مما جعلهم يطلقون على المدينة تسمية (cuatro torres)
احتل الإسبان مدينة قلاع الطريس سنة 1920 بعد مقاومة شرسة من السكان المحليين ٬ و قد قام الإسبان انطلاقا من هذه المدينة بالسيطرة على جميع منطقة بني بوفراح ٬ و خلال الحرب الأهلية الإسبانية (1936-1939) أعلنت المدينة منطقة حربية ٬ حيث كان الجنود يحرسونها ليلا ونهارا ٬ و لكن بعد انتهاء الحرب فقدت المدينة مكانتها العسكرية ٬ كما تركت القلعتين والأبراج عرضة للإهمال ٬ و قد تسببت الهجرة القروية للأهالي نحو طنجة وتطوان بمزيد من التراجع السكاني والمعماري للمدينة
خلال أربعينيات القرن العشرين ٬ تسبب هطول المطر الشديد وفيضان نهر بني بوفراح بتضرر شديد للمدينة ٬ حيث تضررت الدور والدكاكين التجارية مما حمل العشرات من الأسر إلى الفرار إلى مدينة الحسيمة ٬ و قد كانت طبقات التجار والأغنياء أصحاب رؤوس الأموال الفئة الأكثر إقبالا على الهجرة ٬ مما تسبب بتضرر اقتصادي وتدهور ديموغرافي للبلدة استفادت منه مدينة الحسيمة بالخصوص ٬ اليوم طريس قرية بسيطة ذات أهمية سياحية واقتصادية كبرى كموقع أثري وميناء أساسي في منطقة بني بوفراح تابع لفرقة السواحل التي تحتل المنطقة الشمالية الساحلية من القبيلة